# Primer gobierno de Adrián Barbón
El Primer Gobierno Barbón fue el Consejo de Gobierno del Principado de Asturias desde julio de 2019 hasta julio de 2023. Adrián Barbón Rodríguez fue investido presidente del Principado de Asturias por la Junta General el 15 de julio de 2019. Se constituyó el 25 de julio de 2019 y estuvo conformado por 10 consejeros y un vicepresidente, todos ellos ligados a la Federación Socialista Asturiana, además de 44 directores generales, tres viceconsejerías, dos gerencias, dos institutos y una agencia, lo que elevó a 44 los cargos designados.
Fue cesado el 1 de agosto de 2023, dando paso al Segundo Gobierno Barbón.

## Historia
En las elecciones autonómicas asturianas del 26 de mayo de 2019 la Federación Socialista Asturiana obtiene 20 diputados de 45 en la XI legislatura de la Junta General. Este resultado permite a la formación elegir a su secretario general, Adrián Barbón, como presidente del Principado de Asturias el 15 de julio de 2019. Tomó posesión del cargo el 20 de julio. Adrián Barbón configuró el 24 de julio de 2019 un gobierno conformado por 10 consejerías y una vicepresidencia. El 25 de julio de 2019 tomaron posesión dichos cargos.

La líder de oposición en la Junta General fue Teresa Mallada entre 2019 y 2022 y Beatriz Polledo entre 2022 y 2023, ambas del Partido Popular.

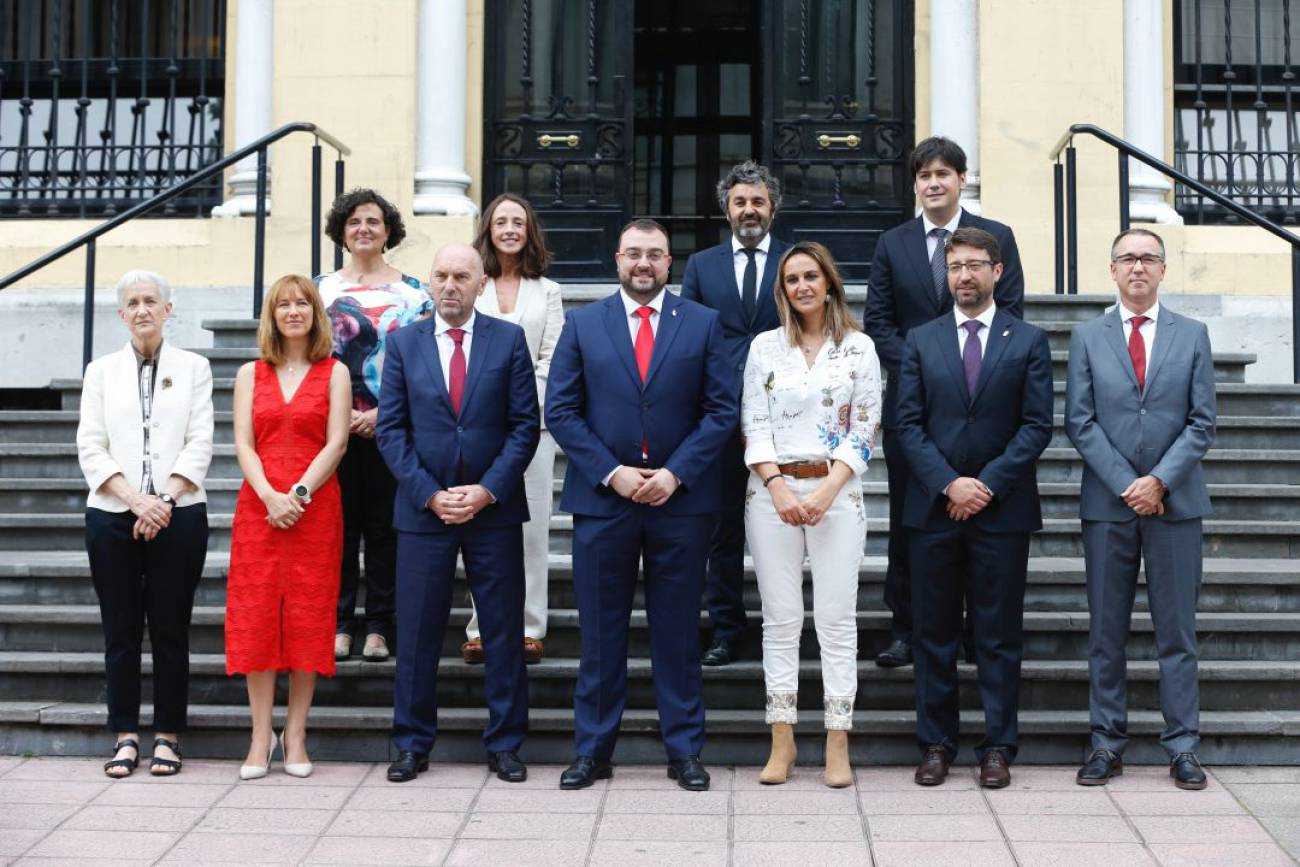
Equipo de Gobierno de Adrían Barbón en julio de 2019.

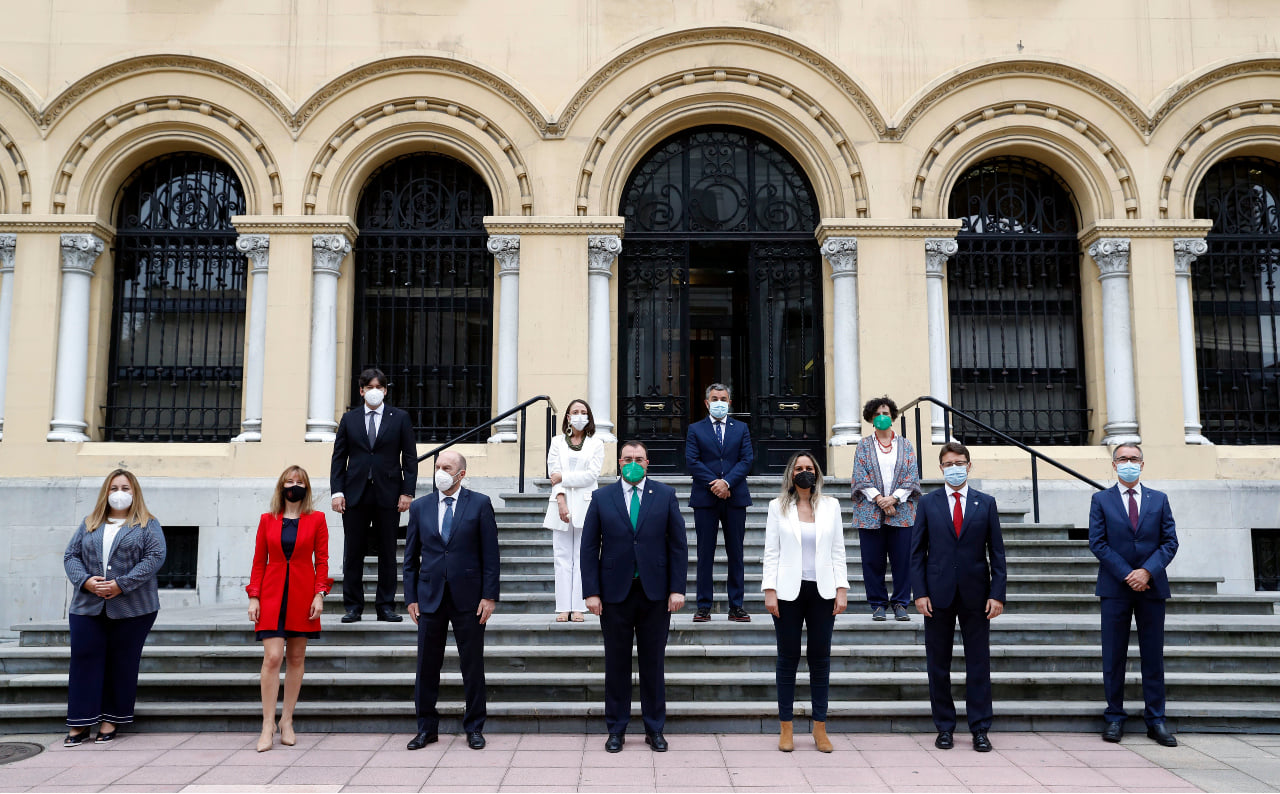
Equipo de Gobierno tras el nombramiento de Lydia Espina en sustitución de Carmen Suárez en la consejería de Educación.

|  |  |

## Composición
| Gobierno de Adrián Barbón Desde el 20 de julio de 2019 hasta el 1 de agosto de 2023 |               |                                                                           |                                            |                                            |
| Partido político |               | Federación Socialista Asturiana (FSA-PSOE)                                | Federación Socialista Asturiana (FSA-PSOE) | Federación Socialista Asturiana (FSA-PSOE) |
| Partido político | Independiente |                                                                           |                                            |                                            |
| Cargo | Titular       | Titular                                                                   | Titular                                    | Titular                                    |
| Presidente |               | Adrián Barbón 20 de julio de 2019                                         |                                            | [ 9 ]                                      |
| Vicepresidente - Infraestructuras, Medio Ambiente y Cambio Climático. (hasta 25 de junio de 2020) - Administración Autonómica, Medio Ambiente y Cambio Climático (desde 25 de junio de 2020) |               | Juan Cofiño González 25 de julio de 2019 - 23 de junio de 2023            |                                            | [ 10 ] [ 11 ] [ 12 ]                       |
| Presidencia |               | Rita Camblor Rodríguez 25 de julio de 2019 - 1 de agosto de 2023          |                                            | [ 13 ] [ 12 ]                              |
| Hacienda |               | Ana Cárcaba García 25 de julio de 2019 - 1 de agosto de 2023              |                                            | [ 14 ] [ 12 ]                              |
| Educación |               | Carmen Suárez Suárez 25 de julio de 2019 - 29 de julio de 2021            |                                            | [ 15 ] [ 16 ] [ 12 ]                       |
| Educación |               | Lydia Espina 29 de julio de 2021 - 1 de agosto de 2023                    |                                            | [ 17 ]                                     |
| Industria, Empleo y Promoción Económica |               | Enrique Fernández Rodríguez 25 de julio de 2019 - 1 de agosto de 2023     |                                            | [ 18 ] [ 12 ]                              |
| Sanidad |               | Pablo Ignacio Fernández Muñiz 25 de julio de 2019 - 1 de agosto de 2023   |                                            | [ 19 ] [ 12 ]                              |
| Derechos Sociales y Bienestar |               | Melania Álvarez García 25 de julio de 2019 - 1 de agosto de 2023          |                                            | [ 20 ] [ 12 ]                              |
| - Desarrollo Rural, Agroganadería y Pesca (hasta 25 de junio de 2020) - Medio Rural y Cohesión Territorial (desde 25 de junio de 2020)                                                       |               | Alejandro Jesús Calvo Rodríguez 25 de julio de 2019 - 1 de agosto de 2023 |                                            | [ 21 ] [ 11 ] [ 12 ]                       |
| Cultura, Política Lingüística y Turismo |               | Berta Piñán Suárez 25 de julio de 2019 - 1 de agosto de 2023              |                                            | [ 22 ] [ 12 ]                              |
| Ciencia, Innovación y Universidad |               | Borja Sánchez García 25 de julio de 2019 - 1 de agosto de 2023            |                                            | [ 23 ] [ 12 ]                              |

## Competencias por consejerías
El Consejo de Gobierno del Principado de Asturias en la XI Legislatura se organizaba en las siguientes consejerías:
- Presidencia: tiene competencias en actuaciones administrativas en materia de procesos electorales de competencia de la Comunidad Autónoma; Justicia, seguridad pública e interior; función pública; régimen jurídico de las Administraciones Públicas y Organización de la Administración; planificación de recursos humanos, selección y formación de empleados públicos; inspección general de servicios; administración local; sector público vinculado o dependiente de la Administración del Principado de Asturias; gobierno abierto, transparencia de la actividad pública y participación ciudadana; gestión centralizada del soporte tecnológico y los servicios informáticos y de comunicaciones de la Administración del Principado de Asturias; portales corporativos y política de redes sociales; modernización de los procesos administrativos; sistemas de gestión documental y servicio de publicaciones; juventud; emigración y memoria democrática; cooperación al desarrollo y Agenda 2030.

- Consejería de Ciencia, Innovación y Universidad: tiene competencias en materia de relaciones con la Universidad de Oviedo y, en general, la enseñanza universitaria; investigación, desarrollo tecnológico e innovación; telecomunicaciones y tecnologías de la comunicación.

- Consejería de Cultura, Política Llingüística y Turismo: tiene competencias en materia de promoción cultural; gestión de los equipamientos culturales de titularidad del Principado de Asturias, protección y difusión del patrimonio cultural e histórico; bibliotecas, archivos y museos; deporte; política lingüística y normalización y turismo.

- Consejería de Derechos Sociales y Bienestar: tiene competencias en materia de gestión del sistema público asturiano de servicios sociales; desarrollo y gestión de las políticas sociales y acciones y servicios dirigidos a los colectivos con mayores necesidades de intervención social; planificación, ejecución, supervisión y evaluación de los servicios asistenciales; desarrollo de políticas específicas para personas mayores, para la infancia y las políticas relacionadas con la diversidad funcional; planificación y desarrollo de las políticas de vivienda; supervisión e inspección de los proyectos de vivienda, edificación y urbanización promovidos por el Principado de Asturias.

- Consejería de Desarrollo Rural, Agroganadería y Pesca: tiene competencias en materia de recursos agrícolas, forestales y ganaderos; industria agroalimentaria y desarrollo rural; pesca marítima; biodiversidad y protección de espacios naturales y especies silvestres.

- Consejería de Educación: tiene competencias en materia de Educación, en el ámbito de los niveles educativos no universitarios; formación profesional; ordenación académica; formación del profesorado; participación educativa y orientación y atención a la diversidad; innovación educativa y evaluación del sistema educativo asturiano; red de centros educativos y gestión económica de los mismos; planificación y ejecución de las inversiones, y la gestión del personal docente no universitario y planificación e impulso de red de escuelas infantiles de 0 a 3 años.

- Consejería de Hacienda: tiene competencias en materia de hacienda, finanzas, tributos y economía; presupuestos, intervención y gestión de contabilidad pública, así como de la Tesorería general; casinos, juegos y apuestas; patrimonio; régimen jurídico de las subvenciones, de la contratación y contratación centralizada; asociaciones, colegios profesionales y academias; estadística y asuntos europeos.

- Consejería de Industria, Empleo y Promoción Económica: tiene competencias en materia de industria; energía y minería; empleo y formación para el empleo; coordinación de las relaciones laborales, seguridad laboral y prevención de riesgos laborales; promoción empresarial; comercio; apoyo a emprendedores y economía social.

- Consejería de Infraestructuras, Medio Ambiente y Cambio Climático: tiene competencias en materia de coordinación y seguimiento de la actividad del Gobierno, sin perjuicio las competencias propias de la Presidencia del Principado; relaciones del Consejo de Gobierno con la Junta General del Principado de Asturias; apoyo administrativo a la Presidencia del Principado de Asturias, sin perjuicio de las funciones de los órganos de apoyo encuadrados en la propia Presidencia; Secretariado del Gobierno; presidencia de la Comisión de Secretarios Generales Técnicos y elaboración de la propuesta del orden del día del Consejo de Gobierno; asistencia jurídica integral al Principado de Asturias, entendiendo por esta la representación y defensa en juicio, así como el asesoramiento legal; infraestructuras viarias y portuarias, transportes, conectividad y movilidad, ordenación del territorio y urbanismo; medio ambiente y cambio climático; los recursos y obras hidráulicas; abastecimiento y saneamiento de agua.

- Consejería de Salud: tiene competencias en materia de medidas tendentes a garantizar a los ciudadanos el derecho a la protección de la salud; diseño y ejecución de las directrices generales en política de salud pública y en materia de participación ciudadana en los servicios sanitarios; planificación y ordenación territorial de la atención sanitaria, la evaluación y la inspección de los servicios sanitarios, el diseño e impulso de las políticas de calidad en las prestaciones sanitarias y en la incorporación de nuevas tecnologías; organización de los servicios sanitarios; planificación de recursos humanos y materiales del sistema sanitario; formulación y desarrollo de políticas y acciones en materia de sanidad ambiental y consumo alimentario.